# Касл-Пойнт (Міссурі)
Касл-Пойнт (англ. Castle Point) — переписна місцевість (CDP) в США, в окрузі Сент-Луїс штату Міссурі. Населення — 2815 осіб (2020).

## Географія
Касл-Пойнт розташований за координатами 38°45′27″ пн. ш. 90°14′55″ зх. д. / 38.75750° пн. ш. 90.24861° зх. д. (38.757597, -90.248575).  За даними Бюро перепису населення США в 2010 році переписна місцевість мала площу 1,80 км², уся площа — суходіл. В 2017 році площа становила 1,67 км², уся площа — суходіл.

## Демографія
Згідно з переписом 2010 року, у переписній місцевості мешкали 3962 особи в 1258 домогосподарствах у складі 964 родин. Густота населення становила 2199 осіб/км².  Було 1544 помешкання (857/км²).
Расовий склад населення:
| - 93,2 % — чорних або афроамериканців - 4,7 % — білих - 0,3 % — азіатів - 0,1 % — корінних американців |

До двох чи більше рас належало 1,6 %. Частка іспаномовних становила 0,6 % від усіх жителів.
За віковим діапазоном населення розподілялося таким чином: 32,3 % — особи молодші 18 років, 58,6 % — особи у віці 18—64 років, 9,1 % — особи у віці 65 років та старші. Медіана віку мешканця становила 30,6 року. На 100 осіб жіночої статі у переписній місцевості припадало 86,4 чоловіків;  на 100 жінок у віці від 18 років та старших — 79,7 чоловіків також старших 18 років.
Середній дохід на одне домашнє господарство  становив 35 958 доларів США (медіана — 33 077), а середній дохід на одну сім'ю — 34 253 долари (медіана — 30 882). За межею бідності перебувало 40,2 % осіб, у тому числі 68,0 % дітей у віці до 18 років та 18,5 % осіб у віці 65 років та старших.
Цивільне працевлаштоване населення становило 960 осіб. Основні галузі зайнятості: освіта, охорона здоров'я та соціальна допомога — 30,8 %, мистецтво, розваги та відпочинок — 18,3 %, роздрібна торгівля — 16,5 %.